# Hanna Kvanmo

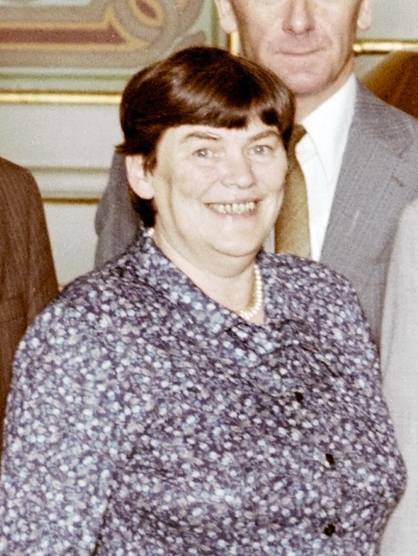
Hanna Kvanmo, 1981

Hanna Kristine Kvanmo (* 14. Juni 1926 in Sandtorg bei Harstad; † 23. Juni 2005 in Arendal) war eine norwegische sozialistische Politikerin.
1944 war sie als 18-Jährige Krankenschwester des Deutschen Roten Kreuzes und wurde an der Ostfront eingesetzt. Bei Kriegsende war sie in Berlin tätig. Von 1967 bis 1975 war sie Mitglied im Kommunalparlament von Rana.
Sie war von 1973 bis 1989 Abgeordnete der Sozialistische Linkspartei im norwegischen Parlament, ab 1977 als deren Fraktionsführerin. Kvanmo vertrat dort den Wahlkreis Nordland. Sie war von 1991 bis 2002 Mitglied des Norwegischen Nobelkomitees, in den Jahren 1993 bis 1998 als Vizevorsitzende, und sie war Delegierte zur UN-Generalversammlung in den Jahren 1975 und 1981.
In den 1980er-Jahren galt sie als eine der beliebtesten norwegischen Politikerinnen. Sie sprach fließend Deutsch und Englisch.

## Bibliographie
- Derfor (1985)
- Glis (1986)
- Dommen (1990)
- Anders Langes saga (1993, mit A. Rygnestad).

## Weblink
- Biografie beim Storting (norwegisch)

| Personendaten    | Personendaten                                                 |
| ---------------- | ------------------------------------------------------------- |
| NAME             | Kvanmo, Hanna                                                 |
| ALTERNATIVNAMEN  | Kvanmo, Hanna Kristine (vollständiger Name)                   |
| KURZBESCHREIBUNG | norwegische sozialistische Politikerin, Mitglied des Storting |
| GEBURTSDATUM     | 14. Juni 1926                                                 |
| GEBURTSORT       | Sandtorg bei Harstad                                          |
| STERBEDATUM      | 23. Juni 2005                                                 |
| STERBEORT        | Arendal                                                       |